# Chòi mòi chùm đơn
Chòi mòi chùm đơn hay chòi mòi cuống, chòi mòi Poilane (danh pháp: Antidesma poilanei) là một loài thực vật có hoa trong họ Diệp hạ châu. Loài này được Gagnep. mô tả khoa học đầu tiên năm 1923.